# Matt Redman
Matt Redman är en kristen lovsångsledare och låtskrivare från England. Han var en av förgrundsgestalterna i den engelska, kristna ungdomsrörelsen Soul Survivor. Numera arbetar han med församlingsplantering och som artist för Survivor Records (Six Steps Records i USA). Han är också engagerad i Passion, en stor årlig konferens i USA.
Matt Redman har skrivit några av de mest omtyckta och mest sjungna lovsångerna under det senaste decenniet. Han torde vara en av de flitigast översatta låtskrivarna inom modern lovsång, många av hans sånger sjungs i kyrkor över hela världen.
Många kristna artister som till exempel Michael W. Smith, Rebecca St. James, Sonicflood och Tree63 har gjort covers på Matt Redmans sånger. Även flera svenska lovsångsledare och artister har spelat in Redmans sånger, både på engelska och i svenska översättningar.
Några av hans mest populära sånger i Sverige är Hjärtats lovsång (Heart Of Worship), Än en gång (Once Again), Allt som andas (Let Everything That Has Breath), Hela universum tillber Dig (O Sacred King), Du är Gud i himlen (Let My Words Be Few), Ära till Ditt namn (Blessed Be Your Name), För Ditt kors (For The Cross).
Matt Redman har skrivit flera böcker om kristen lovsång och tillbedjan. Följande böcker finns översatta till svenska, utgivna av David Media: Tillbedjaren som vägrar ge upp (The Unquenchable Worshipper), På Helig Mark (Facedown).

## Diskografi

### Album
- Wake Up My Soul (1993)
- Passion For Your Name (1995)
- The Friendship And The Fear (1998)
- Intimacy (1998), utgiven som The Heart Of Worship i USA (1999)
- The Father's Song (2000)
- Where Angels Fear to Tread (2002)
- Facedown (2004)
- Blessed Be Your Name: The Songs of Matt Redman Vol. 1 (2005)
- Beautiful News (2006)

### Video
- Facedown (DVD, 2004)

## Böcker

### Utgivna på engelska
- The Unquenchable Worshipper, (2001)
- Where Angels Fear to Tread, (2002)
- The Heart of Worship Files, (2003)
- Facedown, (2004)
- Inside Out Worship, (2005)
- Blessed Be Your Name (tillsammans med Beth Redman), (2005)

### Utgivna på svenska
- Tillbedjaren som vägrar ge upp, (2002) (ISBN 9789197140904)
- På helig mark, (2004) (ISBN 9789197140942)